# Gimma (nave mercantile)
Il Gimma è stato un mercantile italiano, violatore di blocco durante la seconda guerra mondiale.
Costruito nel 1897, era un piroscafo merci da 1542 tsl, di proprietà della Società Anonima di Navigazione Servizio Italo Portoghese (Genova).
All'entrata in guerra dell'Italia si rifugiò a Palma di Maiorca, nelle Baleari. Il 1º febbraio 1941 si trasferì a Barcellona, dove rimase sino all'11 aprile, quando ripartì alla volta di Genova, dove arrivò quattro giorni dopo.
Il 2 settembre 1942 fu requisito dalla Regia Marina. Fra le 11.56 e le 12.57 del 24 maggio 1943, mentre era ormeggiato a Reggio Calabria, fu incendiato e affondato da un bombardamento aereo statunitense.
In seguito fu recuperato e tornò in servizio con il nuovo nome di Palmaiola.